# Tetramorium densopilosum
Tetramorium densopilosum is een mierensoort uit de onderfamilie van de Myrmicinae. De wetenschappelijke naam van de soort is voor het eerst geldig gepubliceerd in 1990 door Radchenko & Arakelian.